# 桂山主教座堂
桂山聖堂（韓語：계산성당），正式名稱是露德聖母主教座堂，位於韓國大邱廣域市中區桂山洞2街，是天主教大邱總教區的主教座堂。為磚瓦結構，建築風格屬哥德式。

## 历史
第一代教堂建築興建於1891年，為木建構。目前的建築於1902年啟用；1981年9月25日被列入大韓民國史蹟第290號。

## 外部連結
- 聖堂官方網頁 （页面存档备份，存于）